# Mammillaria tayloriorum
Mammillaria tayloriorum es una biznaga de la familia de los cactos (Cactaceae). La palabra Mammillaria viene del latín mamila, pezón o teta y de -aria, que posee, lleva, es decir significa, ‘que lleva mamilas’, refiriéndose a los tubérculos.

## Clasificación y descripción
Es una biznaga de la tribu Cacteae, familia Cactaceae. Es un cactus que tiene crecimiento simple y con la edad se ramifica. Sus tallos son de forma globosa a cilíndrica hasta de 25 cm de altura o más y 2 a 5 cm de diámetro. Las protuberancias del tallo (tubérculos) son piramidales, de color verde claro y presentan jugo lechoso, el espacio entre ellos (axilas) poseen lana y una cerda pilosa. Los sitios en los que se desarrollan las espinas se denominan aréolas, en esta especie tienen forma ovada, con más o menos 15 espinas, 2 a 4 de ellas se localizan en el centro de la aréola (centrales) cuando jóvenes son de color pardo anaranjado y blancas con la punta parda y más gruesas que las espinas de la orilla (radiales) que son similares a las centrales. Las flores son pequeñas y tienen forma urceolada (en forma de olla), miden casi 15 mm de longitud y son de color de cereza. Los frutos en forma de chilitos, rojos, y las semillas pardas. Es polinizada por insectos y se dispersa por semillas.

## Distribución
Es endémica de la cima montañosa de la Isla de San Pedro Nolasco, Sonora, y pertenece al Área de Protección de Flora y Fauna Islas del Golfo de California.

## Ambiente
Se desarrolla a los 350 m s.n.m., cerca de la cima montañosa, en matorral xerófilo.

## Estado de conservación
Debido a sus características, esta especie ha sido extraída de su hábitat para ser comercializada de manera ilegal, aunque no se tiene cuantificación del daño que esto ha producido a las poblaciones. Es endémica a México y se considera en la categoría de sujeta a protección especial (Pr) de la Norma Oficial Mexicana 059.  En la lista roja de la UICN se considera Vulnerable (VU).